# Тімоті Джеймс Брук
Тімоті Джеймс Брук (китайське ім'я: 卜正民; нар. 6 січня 1951) — канадський історик, синолог і письменник, який спеціалізується на вивченні Китаю (синологія). Він очолює кафедру Китайської Республіки на кафедрі історії Університету Британської Колумбії.
Його наукові інтереси включають соціальну та культурну історію династії Мін у Китаї; закон і покарання в імператорському Китаї; співробітництво під час воєнної окупації Китаю Японією, 1937—1945 рр., різанина в Нанкіні та судові процеси над японськими військовими злочинцями; всесвітня історія; та історіографія.

## Молодість і освіта
Тімоті Брук народився 6 січня 1951 року в Торонто, Онтаріо в Канаді, виріс у цьому місті й зараз живе у Ванкувері.
Після закінчення шкіл Університету Торонто Брук здобув ступінь бакалавра англійської літератури в Університеті Торонто в 1973 році; здобув ступінь магістра регіональних досліджень — Східна Азія в Гарвардському університеті в 1977 році, а в 1984 році здобув ступінь доктора філософії в історії та східноазіатських мов у Гарвардському університеті, де його керівником дисертації був Філіп А. Кун.

## Основні праці
- Geographical Sources of Ming-Qing History. Ann Arbor: Center for Chinese Studies, University of Michigan, 1988. Second expanded edition, 2002.
- Quelling the People: The Military Suppression of the Beijing Democracy Movement. New York: Oxford University Press, Toronto: Lester Publishing, 1992; Stanford: Stanford University Press, 1998.
- Praying for Power: Buddhism and the Formation of Gentry Society in Late-Ming China. Cambridge: Council on East Asian Studies, Harvard University, 1993.
  - (in Chinese) Wei quanli qidao: fojiao yu wan Ming Zhongguo shishen shehui de xingcheng. Nanjing: Jiangsu renmin chubanshe, 2005. The Confusions of Pleasure: Commerce and Culture in Ming China. Berkeley: University of California Press, 1998. Winner of the Joseph Levenson Book Prize of 2000.
  - (in Czech) Čtvero ročních dob dynastie Ming: Čína v období 1368—1644. Prague: Vyšehrad, 2003.
  - (in Chinese) Zongle de kunhuo: Mingdai de shangye yu wenhua. Beijing: Sanlian, Taipei: Linking, 2004.
  - (in Korean) K'waerak ǔi hondon: Chungguk Myǒngdaeǔi sangǒp kwa munhwa. Seoul: Yeesan, 2005.
- Collaboration: Japanese Agents and Local Elites in Wartime China. Cambridge, Massachusetts: Harvard University Press, 2005.
- The Chinese State in Ming Society. London: Routledge Curzon, 2005.
- Vermeer's Hat: The Seventeenth Century and the Dawn of the Global World. New York: Bloomsbury; Toronto: Penguin; London: Profile, 2008.
  - (in French) Le chapeau de Vermeer: Le XVIIe siècle à l'aube de la mondialisation. France: Payot, 2010.
  - (in Italian) Il cappello di Vermeer: il Seicento e la nascita del mondo globalizzato. Turin: Einaudi, 2015.
- Death by a Thousand Cuts, with Jérôme Bourgon and Gregory Blue. Cambridge, Massachusetts: Harvard University Press, 2008.
- The Troubled Empire: China in the Yuan and Ming Dynasties. Cambridge, Massachusetts: Harvard University Press, 2010; Cambridge, Massachusetts: Belknap Press, 2013.
- Mr. Selden's Map of China. Decoding the Secrets of a Vanished Cartographer. New York, Bloomsbury, 2013. ISBN 978-1-62040-143-9
  - (in Italian) La mappa della Cina del signor Selden: il commercio delle spezie, una carta perduta e il Mar Cinese Meridionale. Turin: Einaudi, 2016.
- Great State: China and the World. London, Profile Books, 2019. ISBN 978-1-78125-828-6 <https://profilebooks.com/great-state.html>

## Інтернет-ресурси
- Staff (11 грудня 2005). FRONTLINE: The Tank Man: Interviews: Timothy Brook (edited transcript). Public Broadcasting Service. Процитовано 24 січня 2010.
- Nappi, Carla (24 лютого 2012). Timothy Brook: The Troubled Empire: China in the Yuan and Ming Dynasties. New Books in East Asian Studies. New Books Network. Архів оригіналу (audio) за 23 травня 2013. Процитовано 23 жовтня 2012.
- Roberts, Russ (19 лютого 2008). Brook on Vermeer's Hat and the Dawn of Global Trade. EconTalk. Library of Economics and Liberty.